# Kouaba
Kouaba est l'un des neuf arrondissements de la commune de Natitingou, dans le département de l'Atacora. Il est situé au nord-ouest du Bénin, en pays otammari, à proximité de la frontière avec le Togo.

## Géographie

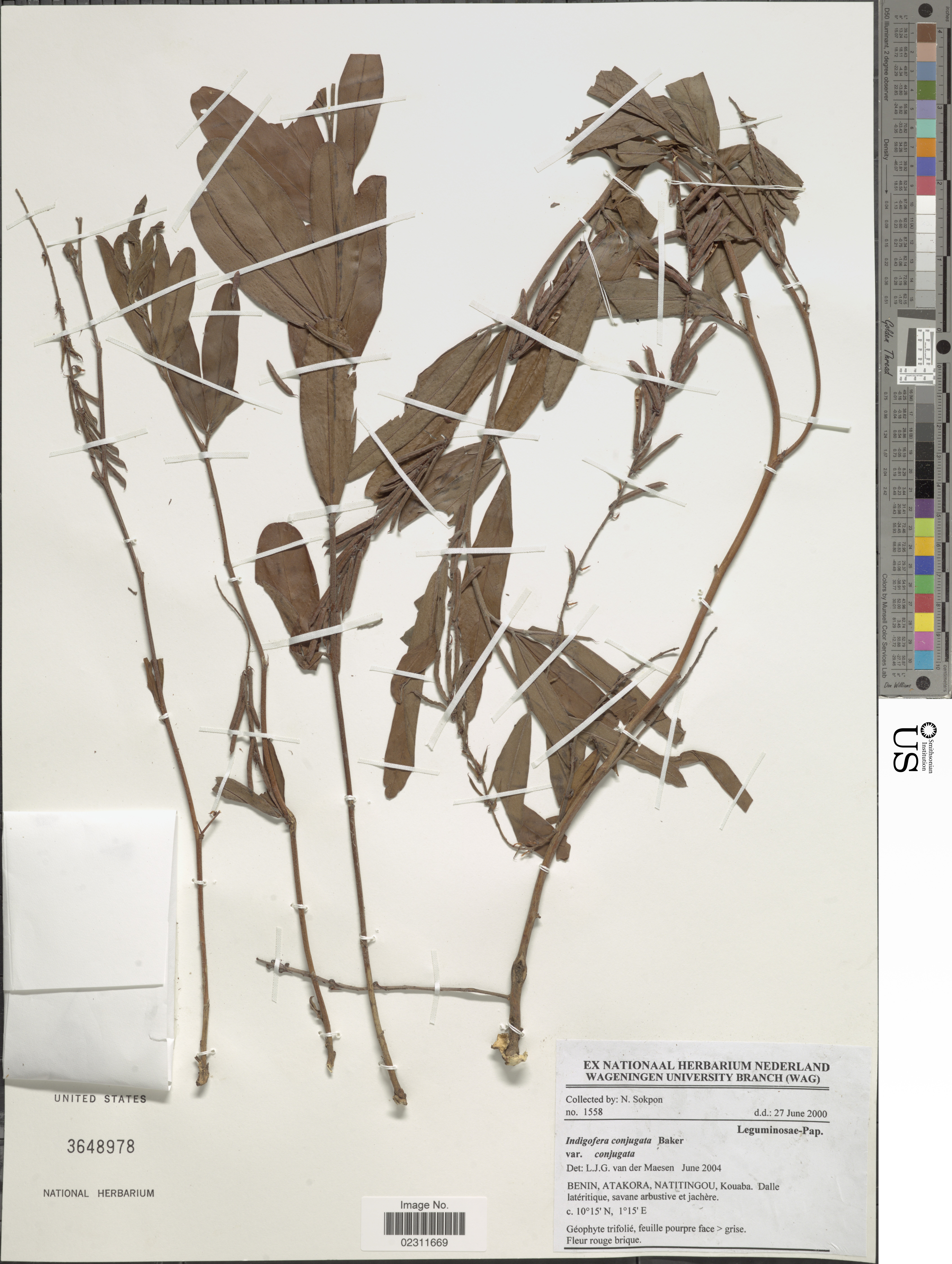
Spécimen de Indigofera conjugata collecté à Kouaba.

Kouaba est situé à une altitude de 508 m, dans la chaîne de l'Atacora.

## Population
Lors du recensement de 2013 (RGPH-4), l'arrondissement de Kouaba comptait 7 245 habitants, dont 792 pour le village de Kouaba proprement dit. Ce sont principalement des Batammariba.

## Organisation administrative
L'arrondissement de Kouaba compte 11 villages : Dikouan, Katanginka, Kouaba, Koukouabirgou, Kounitchangou, Koutanongou, Kouwanwangou, Moussansamou, Tagahei, Tedonté, Tipéti.

## Galerie de photos

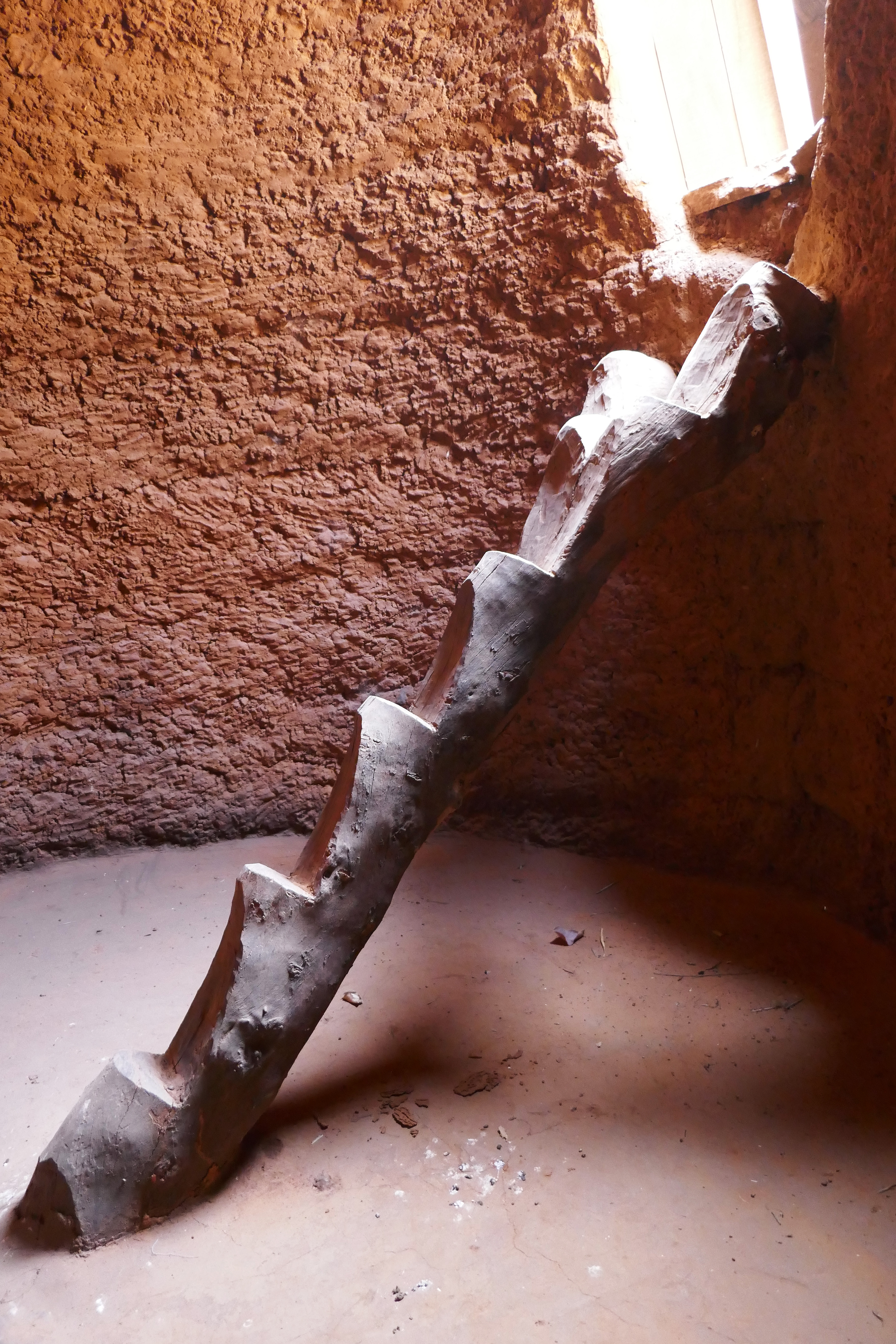
À Kouaba  une construction d'un tata
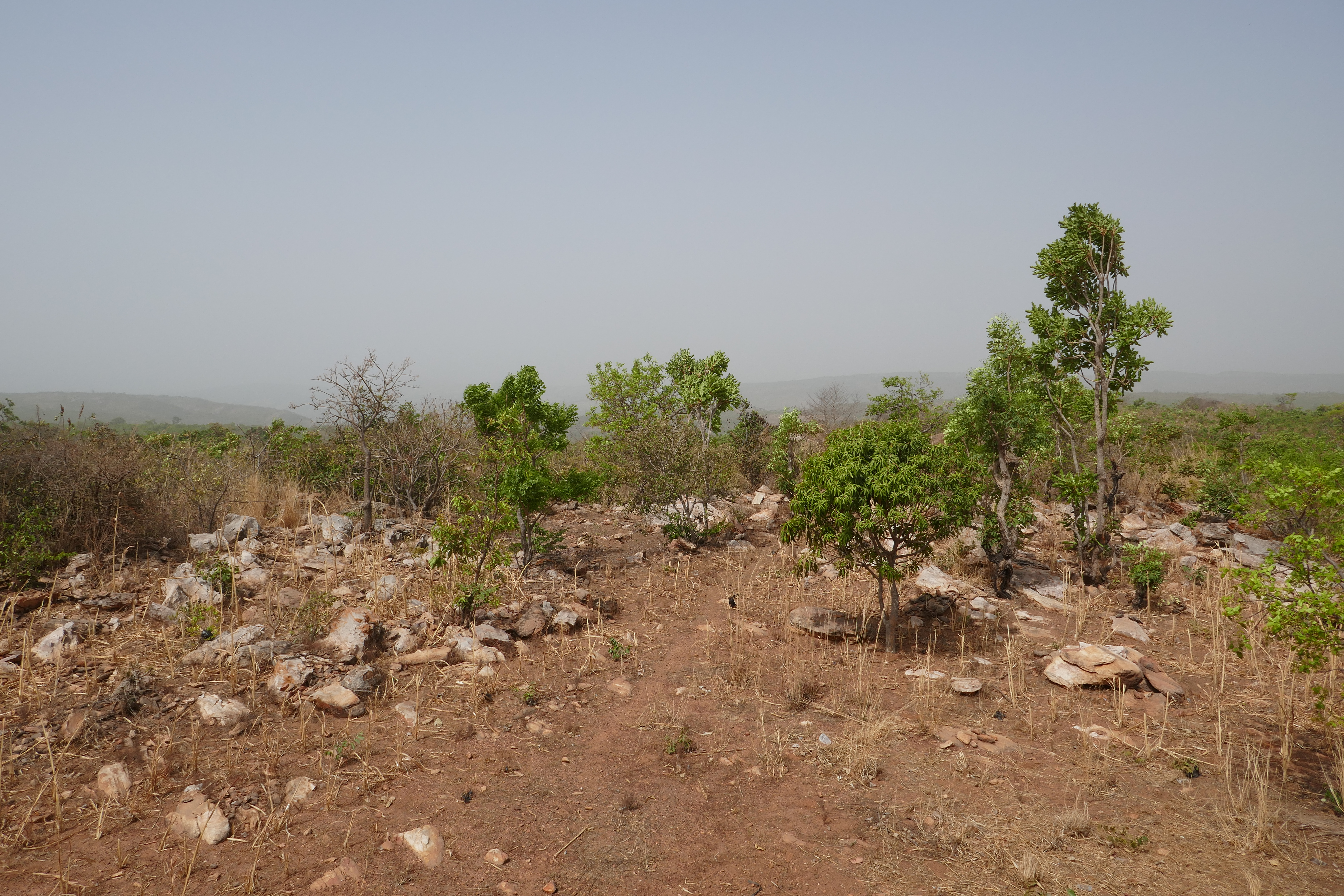
Paysage à Kouaba
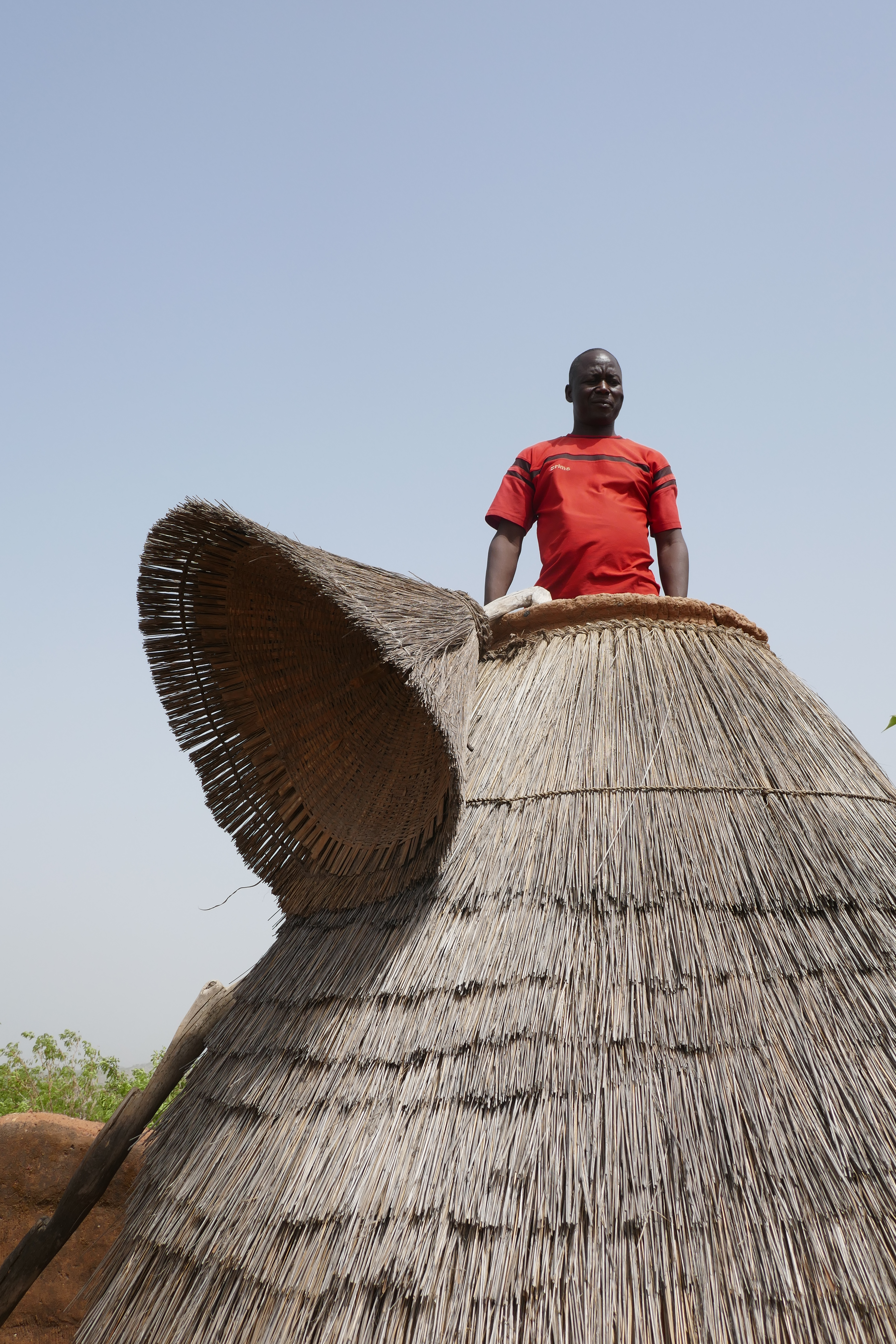
Construction d'un tata hôtel